# Nematoctonus leiosporus
Nematoctonus leiosporus är en svampart som beskrevs av Drechsler 1941. Nematoctonus leiosporus ingår i släktet Nematoctonus och familjen musslingar.   Inga underarter finns listade i Catalogue of Life.